# Jacek Wożuczyński
Jacek (Hiacynt) Wożuczyński herbu Godziemba (zm. przed 15 lipca 1655 roku) – łowczy bełski od 1649 roku.
Poseł sejmiku bełskiego na sejm zwyczajny 1652 roku, sejm zwyczajny 1654 roku.